# Проєкт «Альфа»
Проєкт «Альфа» (рос. Проект «Альфа») — радянський бойовик 1990 року, знятий режисером Євгеном Шерстобитовим.

## Сюжет
Радянський прикордонний сторожовий корабель під командуванням капітан-лейтенанта Чайки, який несе службу в акваторії Чорного моря, виявляє в радянських територіальних водах встановлений західними спецслужбами радіобуй. Екіпаж має протидіяти іноземному фрегату і не дозволити йому забрати розвідувальне пристрій.

## У ролях
- Юрій Маляров — командир корабля капітан-лейтенант Чайка
- Світлана Діріна — фотокореспондент Марина Андріївна
- Софія Горшкова — Санечка-Шурочка
- Борис Руднєв — комбриг Борис Вікторович Добринін
- Георгій Дворніков — старпом Костянтин Петрович
- Алі Самедов — штурман
- Анатолій Веденкін — боцман Анатолій Анатолійович Рижухін
- Микола Малашенко — капітан-лейтенант Микола Малашенко
- Сергій Агашков — акустик старшина 1 статті
- Олександр Жуковін — старшина 2 статті Валерій Лавочкин
- Анатолій Голік — капітан 2-го рангу
- Віктор Чеботарьов — капітан 1-го рангу
- Анатолій Лук'яненко — пілот вертольота лейтенант Грейс

## Знімальна група
- Сценарій і постановка: Євген Шерстобитов
- Оператор-постановник: Микола Журавльов
- Композитор: Ігор Миленко
- Художник-постановник: Петро Слабинський
- Звукооператор: Євген Пастухов
- Монтаж: Р. Лорман